# Усатий Семен Миколайович
Семен Миколайович Усатий (1875, Седнів — 1944, Санкт-Петербург) — радянський військово-морський діяч, спеціаліст у галузі електричних машин. Заслужений діяч науки Азербайджанської РСР (1936). Професор, засновник та завідувач кафедри електричних машин Військово-морської академії. Один із творців школи електромашинобудування, інженер-флагман ІІІ рангу (1939). Був учителем І. В. Курчатова та К. Д. Синельникова, направив їх для подальшої роботи до академіка А. Ф. Йоффе.